# Hebius popei
Hebius popei är en ormart som beskrevs av Schmidt 1925. Hebius popei ingår i släktet Hebius och familjen snokar. Inga underarter finns listade i Catalogue of Life.
Arten förekommer i sydöstra Kina i provinserna Yunnan, Hunan, Guizhou, Guangxi och Guangdong samt på Hainan och i norra Vietnam. Den lever i kulliga områden mellan 280 och 920 meter över havet. Hebius popei lever i skogar nära vattendrag och den besöker risodlingar. Födan utgörs främst av groddjur. Honor lägger ägg.
För beståndet är inga hot kända och hela populationen anses vara stabil. IUCN kategoriserar arten globalt som livskraftig.